# 川崎市立上作延小学校
川崎市立上作延小学校（かわさきしりつかみさくのべしょうがっこう）は、神奈川県川崎市高津区上作延にある公立小学校。

## 沿革
- 1969年（昭和44年）11月6日 - 設立[1]。校舎増築[2]。
- 1971年（昭和46年） - 校舎増築[2]。
- 1972年（昭和47年） - 校舎増築[2]。
- 1973年（昭和48年） - プール完成[2]。
- 1974年（昭和49年） - 校舎増築工事終了。川崎市から健康優良校として表彰される。国から給食優良校として表彰される[2]。
- 1977年（昭和52年） - プレハブ校舎ができる。十周年記念式典が行われる[2]。
- 1980年（昭和55年） - 児童数が1841人、川崎市で最も児童が多い小学校になる[2]。
- 1983年（昭和58年） - 川崎市立下作延小学校開校に伴い分離。プレハブ校舎が取り壊される[2]。
- 1986年（昭和61年）4月1日 - 川崎市立南原小学校開校に伴い分離（418名）。[3]体育館改築[2]。
- 2012年（平成24年）3月 - 新校舎完成[4]。
- 2018年（平成30年）12月1日 - 創立50周年記念式典挙行[5]。

## 教育目標

### 学校教育目標
- かしこく・やさしく・たくましい子の育成

### 目指す子どもの姿
- 夢や目標に向かって、自ら考え、挑戦しようとする子
- 自分の思いや考えをのびのびと表現する子
- 自分も人も大切にし、共に考え課題解決に向かって行動する子
- 困難なことがあってもあきらめず、粘り強く取り組む子

## 通学区域
出典
- 高津区
  - 上作延1丁目（1～6番、10～27番）
  - 上作延4丁目（1～4番、9～19番、29～30番）
  - 上作延5丁目（全域）
  - 下作延3丁目（全域）
  - 向ヶ丘（1番～136番）

## 進学先中学校
出典
- 川崎市立宮崎中学校 - 下作延3丁目から通う児童の主な進学先
- 川崎市立向丘中学校 - 上作延・向ヶ丘から通う児童の主な進学先

## 学校周辺
- 平瀬川
- 学校法人島崎学園津田山幼稚園
- 身代わり不動尊
- 国道246号

## アクセス
- 川崎市営バス「溝10」・「溝11」・「溝15」・「溝16」・「溝17」・「溝18」・「溝19」の各系統で、「宮ノ下」バス停下車後、徒歩。